# Bożenna Hołownia
Bożenna Urszula Hołownia (ur. 27 lipca 1953 w Warszawie) – polska geografka, specjalistka w zakresie hydrologii, informatyczka i polityczka, posłanka na Sejm X kadencji.

## Życiorys
W 1977 ukończyła studia z geografii na Uniwersytecie Warszawskim. Specjalizowała się w hydrologii, pracowała w Instytucie Meteorologii i Gospodarki Wodnej oraz Regionalnym Zarządzie Gospodarki Wodnej w Warszawie. Później została dyrektorką w firmie świadczącej usługi internetowe, do czasu przejścia na emeryturę pracowała w zawodzie informatyka. Przez ponad 20 lat działała w harcerstwie, była m.in. komendantką szczepu i zastępczynią komendanta hufca.
Dołączyła do stowarzyszenia Polska 2050 Szymona Hołowni. W wyborach w 2023 bez powodzenia kandydowała do Sejmu z przedostatniego miejsca na liście Trzeciej Drogi w okręgu warszawskim, otrzymując 22 593 głosy. W 2024 bezskutecznie startowała na radną Mokotowa oraz do Parlamentu Europejskiego. 26 czerwca 2024 złożyła ślubowanie poselskie, obejmując mandat posła X kadencji zwolniony przez Michała Koboskę. Dołączyła do Klubu Parlamentarnego Polska 2050-Trzecia Droga, zasiadła w Komisji Polityki Społecznej i Rodziny oraz Komisji Gospodarki Morskiej i Żeglugi Śródlądowej.

## Życie prywatne
W wyniku choroby Heinego-Medina od czwartego roku życia cierpi na tetraplegię. Poruszała się przy pomocy kul, następnie zaczęła korzystać z wózka inwalidzkiego.

## Wyniki wyborcze
| Wybory | Komitet wyborczy                | Komitet wyborczy | Organ           | Okręg          | Wynik          |
| ------ | ------------------------------- | ---------------- | --------------- | -------------- | -------------- |
| 2023   |                                 | Trzecia Droga    | Sejm X kadencji | nr 19          | 22 593 (1,32%) |
| 2024   | Rada Dzielnicy Mokotów          | Trzecia Droga    | nr 2            | 533 (3,18%)    |                |
| 2024   | Parlament Europejski X kadencji | Trzecia Droga    | nr 4            | 12 796 (0,98%) |                |